# Razor-qt
Razor-qtは既に開発が終了したパーソナルコンピュータ用のフリーソフトウェアなデスクトップ環境である。Razor-qtは同様の別プロジェクトであるLXDEに統合された。
Razor-qtの開発者はRazor-qtについて「Qt 4ベースの先進的で、使いやすく、高速なデスクトップ環境で、Qt 5へは移植しない。Razor-qtはシンプルさ、速度、直感的インターフェースを評価するユーザーに合わせている。ほとんどのデスクトップ環境とは違い、Razor-qtは低スペックのマシンでもよく動く」と語っていた。

## 概要
Razor-qtは開発終了時点でもまだ初期の開発段階であり、2012年4月時点でパネルビューアー、スイッチャー、デスクトップ、アプリケーションランチャー、設定センター、セッションがあった。これらのコンポーネントはユーザーによって利用可能・不可能に設定できる。
Razor-qtはOpenbox、fvwm2、KWinのようにあらゆる近代的なXウィンドウマネージャと共に動作する。
Razor-qtのメモリ消費量はLXDEのそれをわずかに上回る。レビュアーのテストでRazor-qtは114MBのメモリを消費しユーザーのテストでLXDEは108MBのメモリを消費した。

## LXDEとの統合
LXDE開発者の洪任諭 (Hong Jen Yee) が2013年初期にQtへPCMan File Managerを移植した後、彼とその賛同者はRazor-qtと似たソフトウェア設計目標を持つ別のオープンソースデスクトップ環境であるLXDEとの潜在的コラボレーションについて議論した。2013年7月21日、Razor-qtプロジェクトの代表がRazor-qtをLXDEのQt移植であるLXQtと統合することをアナウンスした。新しい製品であるLXQt v0.7.0の最初のリリースは2014年5月7日に公開された。